# Chacina de Costa Barros
Chacina de Costa Barros refere-se à chacina ocorrida em 28 de novembro de 2015, onde cinco jovens foram assassinados por policiais militares no bairro de Costa Barros, na zona norte do Rio de Janeiro com 111 tiros. Os quatro policiais acusados do crime estão presos desde agosto de 2016. Foram a júri popular no final de setembro de 2019 e condenados a 52 anos de prisão.